# Zona pelàgica

Diagrama dels nivells de la zona pelàgica.

La zona pelàgica correspon a les aigües marines situades més enllà de la plataforma continental.

## Etimologia
Relacionat amb el pèlag, «mar profund, allunyat de la costa», «mar oberta», paraula que prové del grec πέλαγος pélagos, 'mar oberta', i que ens arriba a través del llatí pelagus.

## Particularitats
La zona pelàgica ocupa 1.370 milions de quilòmetres cúbics i té un abast vertical de fins a 11 quilòmetres. Els peixos que viuen a la columna d'aigua dels oceans o mars, ja sigui prop de la costa o en aigües d'alta mar, però també de llacs o altres masses d'aigua dolça, reben el nom de peixos pelàgics per diferenciar-los dels peixos demersals o bentònics, que viuen al fons marí o al fons de llacs i rius, o en la zona de més fondària, i dels peixos que viuen als esculls de corall. Alguns peixos pelàgics són l'areng, la sardina, la tonyina, el bonítol i el tauró.
La vida pelàgica en general disminueix a mesura que augmenta la profunditat. És afectada pel nivell de llum, la pressió, temperatura, salinitat, la disponibilitat d'oxigen i nutrients dissolts, i la topografia submarina.
Els ocells marins que es passen la majoria de la vida a alta mar també reben el nom d'ocells pelàgics o ocells oceànics, per diferenciar-los dels ocells marins costaners o dels anomenats ocells marins que passen gran part de la vida a terra ferma. Alguns exemples d'ocells marins pelàgics són l'albatros, les baldrigues, els petrells, el fulmar i l'ocell de tempesta.

## Capes
La zona pelàgica es pot dividir en diferents capes de fondària:
- Epipelàgica o fòtica (els primers 200 m): la llum hi arriba i permet que les algues i plantes aquàtiques realitzin la fotosíntesi. Té gran abundància de vida (el 90% de les espècies marines habiten en aquesta zona).
- Mesopelàgica: (de 200 a 1000 m de fondària): va desapareixent progressivament l'oxigen, per la qual cosa els éssers que hi viuen realitzen moviments més lents o pugen a la capa superior per alimentar-se. Encara arriba una mica de llum, que aprofiten alguns organismes generant fluorescència.
- Batipelàgica (de 1000 a 4000 m): no hi ha plantes i els nutrients provenen de la descomposició dels éssers de les capes superiors. No hi arriba cap mena de llum (per això molts animals que hi viuen no tenen ulls o són transparents).
- Abissal (més de 4000 m): la vida en aquesta capa, amb forta pressió i baixa temperatura (uns 2 °C), és mínima.
- Hadal: és la capa que inclou les falles del sòl marí i la més desconeguda per als científics.